# Saida Dhahri
Saida Dhahri –en árabe, سعيدة الظاهري– (nacida el 18 de febrero de 1979) es una deportista tunecina que compitió en judo. Ganó una medalla en los Juegos Panafricanos de 1999, y cinco medallas en el Campeonato Africano de Judo entre los años 1997 y 2004.

## Palmarés internacional
| Juegos Panafricanos | Juegos Panafricanos       | Juegos Panafricanos | Juegos Panafricanos |
| Año                 | Lugar                     | Medalla             | Categoría           |
| ------------------- | ------------------------- | ------------------- | ------------------- |
| 1999                | Johannesburgo (Sudáfrica) | Medalla de oro      | –70 kg              |
| Campeonato Africano |                           |                     |                     |
| Año                 | Lugar                     | Medalla             | Categoría           |
| 1997                | Casablanca (Marruecos)    | Medalla de bronce   | –66 kg              |
| 1998                | Dakar (Senegal)           | Medalla de plata    | –70 kg              |
| 2000                | Argel (Argelia)           | Medalla de plata    | –70 kg              |
| 2002                | El Cairo (Egipto)         | Medalla de oro      | –63 kg              |
| 2004                | Túnez (Túnez)             | Medalla de oro      | –63 kg              |